# Dores do Indaiá
Dores do Indaiá este un oraș în Minas Gerais (MG), Brazilia.